# نادي بورا طهران
نادي بورا طهران (بالفارسية: باشگاه فوتبال پورا) ، هي نادي رياضي لكرة القدم، كانت مقرها في العاصمة الإيرانية طهران ، أسست عام 1989م على يد عبد الله صوفياني.

## مصدر
1. ↑  روزنامه اعتماد86/2/20: داستان تيم هاي يک شبه در فوتبال ايران نسخة محفوظة 10 نوفمبر 2013 على موقع واي باك مشين.